# Роккетто
Роккетто или рокетто (итал. rocchetto) — часть облачения папы римского, появившаяся в XV веке, белая плиссированная полукороткая одежда из полотна, обшитая кружевом.
Роккетто — также элемент облачения католического епископа. Белая рубаха, достигающая колен, по виду напоминающая комжу, с тем лишь отличием, что рукава роккетты узкие, а комжи — расширяющиеся. Надевается поверх сутаны. Может быть украшена галунами либо кружевами.
Комжа и роккетто возникли на основе альбы.